# Atletika na Letních olympijských hrách 2016 – 100 metrů muži
 Běh na 100 metrů mužů na Letních olympijských hrách 2016 se uskutečnil 13. a 14. srpna na Olympijském stadionu v Riu de Janeiru. Vítězem se stal v čase 9,81 s jamajský sprinter Usain Bolt, který jako první atlet v historii vyhrál tento nejkratší sprint na olympijských hrách třikrát po sobě.

## Rekordy
Před startem soutěže byly platné rekordy následující:
| Světový rekord           | Usain Bolt (JAM)    | 9,58 s | Berlín, Německo            | 16. srpna 2009   |
| Olympijský rekord        | Usain Bolt (JAM)    | 9,63 s | Londýn, Spojené království | 5. srpna 2012    |
| Nejlepší výkon roku 2016 | Justin Gatlin (USA) | 9,80 s | Eugene, USA                | 3. července 2016 |

## Kalendář
Pozn. Všechny časy jsou v brazilském čase (UTC-3).
| Datum                 | Čas         |                   |
| --------------------- | ----------- | ----------------- |
| Sobota 13. srpna 2016 | 9:30 12:00  | Předkolo Rozběhy  |
| Neděle 14. srpna 2016 | 21:00 22:25 | Semifinále Finále |

## Výsledky
- Q Přímý postup
- q Postup na čas
- DNS Nestartoval
- DNF Nedokončil
- DSQ Diskvalifikován

- PB osobní rekord
- SB nejlepší čas sezóny
- NR národní rekord
- CR kontinentální rekord
- OR olympijský rekord
- WR světový rekord

### Předkola
Předkol se zúčastnili papírově nejslabší běžci, ostatní byli nasazeni přímo do rozběhů. Z každého běhu předkola postoupili do rozběhů přímo první dva běžci. Ze zbylých běžců pak dodatečně postoupili dva s nejlepším časem.

#### Běh 1
| Poř. | Dráha | Běžec                  | Národnost           | Čas start. reakce | Čas   | Pozn. |
| ---- | ----- | ---------------------- | ------------------- | ----------------- | ----- | ----- |
| 1    | 9     | Riste Pandev           | Makedonie           | 0.145             | 10.72 | Q, SB |
| 2    | 8     | Sudirman Hadi          | Indonésie           | 0.136             | 10.77 | Q     |
| 3    | 4     | Mohammed Abukhousa     | Palestina           | 0.176             | 10.82 | q     |
| 4    | 5     | Holder da Silva        | Guinea-Bissau       | 0.165             | 10.97 |       |
| 5    | 6     | Wilfried Bingangoye    | Gabon               | 0.145             | 11.03 |       |
| 6    | 2     | Mohamed Lamine Dansoko | Guinea              | 0.145             | 11.05 |       |
| 7    | 7     | Abdul Wahab Zahiri     | Afghánistán         | 0.170             | 11.56 |       |
| 8    | 3     | Richson Simeon         | Marshallovy ostrovy | 0.136             | 11.81 | SB    |
|      |       |                        |                     | Vítr: −0.2 m/s    |       |       |

#### Běh 2
| Poř. | Dráha | Běžec              | Národnost      | Čas start. reakce | Čas   | Pozn. |
| ---- | ----- | ------------------ | -------------- | ----------------- | ----- | ----- |
| 1    | 2     | Hassan Saaid       | Maledivy       | 0.130             | 10.43 | Q     |
| 2    | 6     | Siueni Filimone    | Tonga          | 0.155             | 10.76 | Q, SB |
| 3    | 7     | Luke Bezzina       | Malta          | 0.167             | 11.04 |       |
| 4    | 5     | Masbah Ahmmed      | Bangladéš      | 0.137             | 11.34 |       |
| 5    | 4     | Isaac Silafau      | Americká Samoa | 0.141             | 11.51 |       |
| 6    | 8     | John Ruuka         | Kiribati       | 0.178             | 11.65 |       |
| 7    | 3     | Hermenegildo Leite | Angola         | 0.145             | 11.65 |       |
|      |       |                    |                | Vítr: +0.4 m/s    |       |       |

#### Běh 3
| Poř. | Dráha | Běžec                 | Národnost    | Čas start. reakce | Čas   | Pozn. |
| ---- | ----- | --------------------- | ------------ | ----------------- | ----- | ----- |
| 1    | 7     | Rodman Teltull        | Palau        | 0.135             | 10.53 | Q     |
| 2    | 6     | Jin Wei Timothee Yap  | Singapur     | 0.140             | 10.84 | Q     |
| 3    | 3     | Mohamed Fakhri Ismail | Brunej       | 0.163             | 10.92 | q     |
| 4    | 4     | Ishmail Kamara        | Sierra Leone | 0.146             | 10.95 |       |
| 5    | 5     | Kitson Kapiriel       | Mikronésie   | 0.159             | 11.42 |       |
| 6    | 2     | Jidou El Moctar       | Mauritánie   | 0.157             | 11.44 |       |
| 7    | 8     | Etimoni Timuani       | Tuvalu       | 0.143             | 11.81 |       |
|      |       |                       |              | Vítr: −0.3 m/s    |       |       |

### Rozběhy
Z každého rozběhu přímo postoupili do semifinále první dva běžci. Z ostatních běžců pak dodatečně postoupilo osm s nejlepším časem.

#### Rozběh 1
| Poř. | Dráha | Běžec                 | Národnost              | Čas start. reakce | Čas   | Pozn. |
| ---- | ----- | --------------------- | ---------------------- | ----------------- | ----- | ----- |
| 1    | 3     | Kemarley Brown        | Bahrajn                | 0.146             | 10.13 | Q     |
| 2    | 5     | Chijindu Ujah         | Velká Británie         | 0.150             | 10.13 | Q     |
| 3    | 7     | Marvin Bracy          | Spojené státy americké | 0.155             | 10.16 | q     |
| 4    | 2     | Seye Ogunlewe         | Nigérie                | 0.139             | 10.26 |       |
| 5    | 1     | Femi Ogunode          | Katar                  | 0.170             | 10.28 |       |
| 6    | 8     | Sean Safo-Antwi       | Ghana                  | 0.145             | 10.43 |       |
| 7    | 9     | Reza Ghasemi          | Írán                   | 0.150             | 10.47 |       |
| 8    | 6     | Adrian Griffith       | Bahamy                 | 0.143             | 10.53 |       |
| 9    | 4     | Mohamed Fakhri Ismail | Brunej                 | 0.151             | 10.95 |       |
|      |       |                       |                        | Vítr: −1.2 m/s    |       |       |

#### Rozběh 2
| Poř. | Dráha | Běžec              | Národnost              | Čas start. reakce | Čas   | Pozn. |
| ---- | ----- | ------------------ | ---------------------- | ----------------- | ----- | ----- |
| 1    | 8     | Justin Gatlin      | Spojené státy americké | 0.160             | 10.01 | Q     |
| 2    | 7     | Daniel Bailey      | Antigua a Barbuda      | 0.153             | 10.20 | Q     |
| 3    | 1     | Rondel Sorrillo    | Trinidad a Tobago      | 0.112             | 10.23 |       |
| 4    | 5     | Gerald Phiri       | Zambie                 | 0.146             | 10.27 |       |
| 5    | 9     | Lucas Jakubczyk    | Německo                | 0.166             | 10.29 |       |
| 6    | 6     | Ogho-Oghene Egwero | Nigérie                | 0.151             | 10.37 |       |
| 7    | 3     | Hua Wilfried Koffi | Pobřeží slonoviny      | 0.166             | 10.37 |       |
| 8    | 2     | Rodman Teltull     | Palau                  | 0.133             | 10.64 |       |
| 9    | 4     | Riste Pandev       | Makedonie              | 0.163             | 10.71 | SB    |
|      |       |                    |                        | Vítr: +0.8 m/s    |       |       |

#### Rozběh 3
| Poř. | Dráha | Běžec                   | Národnost             | Čas start. reakce | Čas   | Pozn. |
| ---- | ----- | ----------------------- | --------------------- | ----------------- | ----- | ----- |
| 1    | 5     | Xie Zhenye              | Čína                  | 0.143             | 10.08 | Q, PB |
| 2    | 3     | Nickel Ashmeade         | Jamajka               | 0.132             | 10.13 | Q     |
| 3    | 6     | Hassan Taftian          | Írán                  | 0.150             | 10.17 | q     |
| 4    | 2     | Kim Collins             | Svatý Kryštof a Nevis | 0.151             | 10.18 | q     |
| 5    | 4     | Abdullah Abkar Mohammed | Saúdská Arábie        | 0.154             | 10.26 |       |
| 6    | 7     | Aziz Ouhadi             | Maroko                | 0.158             | 10.34 |       |
| 7    | 9     | Kemar Hyman             | Kajmanské ostrovy     | 0.160             | 10.34 |       |
| 8    | 8     | Darrell Wesh            | Haiti                 | 0.138             | 10.39 |       |
|      |       |                         |                       | Vítr: −0.1 m/s    |       |       |

#### Rozběh 4
| Poř. | Dráha | Běžec            | Národnost  | Čas start. reakce | Čas   | Pozn. |
| ---- | ----- | ---------------- | ---------- | ----------------- | ----- | ----- |
| 1    | 3     | Andre De Grasse  | Kanada     | 0.148             | 10.04 | Q     |
| 2    | 9     | Aska Cambridge   | Japonsko   | 0.137             | 10.13 | Q     |
| 3    | 2     | Su Bingtian      | Čína       | 0.146             | 10.17 | q     |
| 4    | 1     | Jimmy Vicaut     | Francie    | 0.164             | 10.19 | q     |
| 5    | 7     | Churandy Martina | Nizozemsko | 0.142             | 10.22 |       |
| 6    | 5     | Emmanuel Matadi  | Libérie    | 0.146             | 10.31 |       |
| 7    | 8     | Julian Reus      | Německo    | 0.135             | 10.34 |       |
| 8    | 6     | Jamial Rolle     | Bahamy     | 0.145             | 10.68 |       |
| 9    | 4     | Sudirman Hadi    | Indonésie  | 0.122             | 10.70 |       |
|      |       |                  |            | Vítr: −0.5 m/s    |       |       |

#### Rozběh 5
| Poř. | Dráha | Běžec               | Národnost              | Čas start. reakce | Čas   | Pozn. |
| ---- | ----- | ------------------- | ---------------------- | ----------------- | ----- | ----- |
| 1    | 9     | Ben Youssef Meïté   | Pobřeží slonoviny      | 0.145             | 10.03 | Q     |
| 2    | 6     | Trayvon Bromell     | Spojené státy americké | 0.165             | 10.13 | Q     |
| 3    | 5     | Christophe Lemaitre | Francie                | 0.150             | 10.16 | q     |
| 4    | 7     | Cejhae Greene       | Antigua a Barbuda      | 0.156             | 10.20 | q     |
| 5    | 8     | Keston Bledman      | Trinidad a Tobago      | 0.150             | 10.20 |       |
| 6    | 2     | Akeem Haynes        | Kanada                 | 0.123             | 10.22 |       |
| 7    | 6     | Gabriel Mvumvure    | Zimbabwe               | 0.131             | 10.28 |       |
| 8    | 3     | Hassan Saaid        | Maledivy               | 0.135             | 10.47 |       |
| 9    | 4     | Siueni Filimone     | Tonga                  |                   | DNS   |       |
|      |       |                     |                        | Vítr: +0.2 m/s    |       |       |

#### Rozběh 6
| Poř. | Dráha | Běžec                     | Národnost             | Čas start. reakce | Čas   | Pozn. |
| ---- | ----- | ------------------------- | --------------------- | ----------------- | ----- | ----- |
| 1    | 4     | Yohan Blake               | Jamajka               | 0.154             | 10.11 | Q     |
| 2    | 8     | Jak Ali Harvey            | Turecko               | 0.159             | 10.14 | Q     |
| 3    | 9     | Barakat Mubarak Al-Harthi | Omán                  | 0.155             | 10.22 |       |
| 4    | 2     | Mosito Lehata             | Lesotho               | 0.151             | 10.25 |       |
| 5    | 6     | James Ellington           | Velká Británie        | 0.145             | 10.29 |       |
| 6    | 3     | Henricho Bruintjies       | Jihoafrická republika | 0.107             | 10.33 |       |
| 7    | 5     | Zhang Peimeng             | Čína                  | 0.121             | 10.36 |       |
| 8    | 7     | Antoine Adams             | Svatý Kryštof a Nevis | 0.149             | 10.39 |       |
|      |       |                           |                       | Vítr: −0.8 m/s    |       |       |

#### Rozběh 7
| Poř. | Dráha | Běžec                | Národnost         | Čas start. reakce | Čas   | Pozn. |
| ---- | ----- | -------------------- | ----------------- | ----------------- | ----- | ----- |
| 1    | 6     | Usain Bolt           | Jamajka           | 0.156             | 10.07 | Q     |
| 2    | 3     | Andrew Fisher        | Bahrajn           | 0.134             | 10.12 | Q     |
| 3    | 7     | James Dasaolu        | Velká Británie    | 0.171             | 10.18 | q     |
| 4    | 9     | Yoshihide Kiryu      | Japonsko          | 0.150             | 10.23 |       |
| 5    | 2     | Shavez Hart          | Bahamy            | 0.139             | 10.28 | SB    |
| 6    | 5     | Richard Thompson     | Trinidad a Tobago | 0.130             | 10.29 |       |
| 7    | 8     | Jahvid Best          | Svatá Lucie       | 0.147             | 10.39 |       |
| 8    | 1     | Jurgen Themen        | Surinam           | 0.139             | 10.47 |       |
| 9    | 4     | Jin Wei Timothee Yap | Singapur          | 0.149             | 10.79 |       |
|      |       |                      |                   | Vítr: −0.4 m/s    |       |       |

#### Rozběh 8
| Poř. | Dráha | Běžec                 | Národnost             | Čas start. reakce | Čas   | Pozn. |
| ---- | ----- | --------------------- | --------------------- | ----------------- | ----- | ----- |
| 1    | 4     | Akani Simbine         | Jihoafrická republika | 0.124             | 10.14 | Q     |
| 2    | 1     | Ryota Yamagata        | Japonsko              | 0.111             | 10.20 | Q     |
| 3    | 7     | Aaron Brown           | Kanada                | 0.135             | 10.24 |       |
| 4    | 9     | Ramon Gittens         | Barbados              | 0.162             | 10.25 |       |
| 5    | 2     | Solomon Bockarie      | Nizozemsko            | 0.127             | 10.36 |       |
| 5    | 5     | Vitor Hugo dos Santos | Brazílie              | 0.157             | 10.36 |       |
| 7    | 6     | Kim Kuk-young         | Jižní Korea           | 0.135             | 10.37 |       |
| 8    | 3     | Brijesh Lawrence      | Svatý Kryštof a Nevis | 0.163             | 10.55 |       |
| 9    | 8     | Mohammed Abukhousa    | Palestina             | 0.153             | 11.89 |       |
|      |       |                       |                       | Vítr: −1.3 m/s    |       |       |

### Semifinále
Z každého semifinále postoupili do finále přímo dva nejlepší běžci. Z ostatních dodatečně postoupili dva běžci s nejlepším časem.

#### Semifinále 1
| Poř. | Dráha | Běžec             | Národnost              | Čas start. reakce | Čas   | Pozn. |
| ---- | ----- | ----------------- | ---------------------- | ----------------- | ----- | ----- |
| 1    | 3     | Jimmy Vicaut      | Francie                | 0.131             | 9.95  | Q     |
| 2    | 7     | Ben Youssef Meïté | Pobřeží slonoviny      | 0.142             | 9.97  | Q, NR |
| 3    | 5     | Akani Simbine     | Jihoafrická republika  | 0.144             | 9.98  | q     |
| 4    | 9     | Jak Ali Harvey    | Turecko                | 0.148             | 10.03 |       |
| 5    | 4     | Nickel Ashmeade   | Jamajka                | 0.118             | 10.05 |       |
| 6    | 8     | Marvin Bracy      | Spojené státy americké | 0.152             | 10.08 |       |
| 7    | 6     | Xie Zhenye        | Čína                   | 0.134             | 10.11 |       |
| 8    | 2     | Hassan Taftian    | Írán                   | 0.136             | 10.23 |       |
|      |       |                   |                        | Vítr: +0.2 m/s    |       |       |

#### Semifinále 2
| Poř. | Dráha | Běžec           | Národnost              | Čas start. reakce | Čas   | Pozn.       |
| ---- | ----- | --------------- | ---------------------- | ----------------- | ----- | ----------- |
| 1    | 6     | Usain Bolt      | Jamajka                | 0.143             | 9.86  | Q, SB       |
| 2    | 5     | Andre De Grasse | Kanada                 | 0.130             | 9.92  | Q, PB       |
| 3    | 9     | Trayvon Bromell | Spojené státy americké | 0.128             | 10.01 | q           |
| 4    | 7     | Chijindu Ujah   | Velká Británie         | 0.160             | 10.01 | SB          |
| 5    | 8     | Ryota Yamagata  | Japonsko               | 0.109             | 10.05 | PB          |
| 6    | 3     | Kim Collins     | Svatý Kryštof a Nevis  | 0.138             | 10.12 |             |
| 7    | 2     | Cejhae Greene   | Antigua a Barbuda      | 0.143             | 10.13 |             |
| –    | 4     | Andrew Fisher   | Bahrajn                | —                 | DQ    | ulitý start |
|      |       |                 |                        | Vítr: +0.2 m/s    |       |             |

#### Semifinále 3
| Poř. | Dráha | Běžec               | Národnost              | Čas start. reakce | Čas   | Pozn. |
| ---- | ----- | ------------------- | ---------------------- | ----------------- | ----- | ----- |
| 1    | 6     | Justin Gatlin       | Spojené státy americké | 0.151             | 9.94  | Q     |
| 2    | 4     | Yohan Blake         | Jamajka                | 0.147             | 10.01 | Q     |
| 3    | 9     | Christophe Lemaitre | Francie                | 0.122             | 10.07 | SB    |
| 4    | 3     | Su Bingtian         | Čína                   | 0.140             | 10.08 | SB    |
| 5    | 5     | Kemarley Brown      | Bahrajn                | 0.152             | 10.13 |       |
| 6    | 2     | James Dasaolu       | Velká Británie         | 0.145             | 10.16 |       |
| 7    | 7     | Aska Cambridge      | Japonsko               | 0.135             | 10.17 |       |
| –    | 8     | Daniel Bailey       | Antigua a Barbuda      | —                 | DNS   |       |
|      |       |                     |                        | Vítr: 0.0 m/s     |       |       |

### Finále
| Poř.             | Dráha | Běžec             | Národnost              | Čas start. reakce | Čas   | Pozn. |
| ---------------- | ----- | ----------------- | ---------------------- | ----------------- | ----- | ----- |
| Zlatá medaile    | 6     | Usain Bolt        | Jamajka                | 0.155             | 9.81  | SB    |
| Stříbrná medaile | 4     | Justin Gatlin     | Spojené státy americké | 0.152             | 9.89  |       |
| Bronzová medaile | 7     | Andre De Grasse   | Kanada                 | 0.141             | 9.91  | PB    |
| 4                | 9     | Yohan Blake       | Jamajka                | 0.145             | 9.93  | SB    |
| 5                | 3     | Akani Simbine     | Jihoafrická republika  | 0.128             | 9.94  |       |
| 6                | 8     | Ben Youssef Meïté | Pobřeží slonoviny      | 0.156             | 9.96  | NR    |
| 7                | 5     | Jimmy Vicaut      | Francie                | 0.140             | 10.04 |       |
| 8                | 2     | Trayvon Bromell   | Spojené státy americké | 0.135             | 10.06 |       |
|                  |       |                   |                        | Vítr: +0.2 m/s    |       |       |